# Campylostemon angolense
Campylostemon angolense là một loài thực vật có hoa trong họ Dây gối. Loài này được Welw. ex Oliv. mô tả khoa học đầu tiên năm 1869.